# Annie Neumann-Hofer

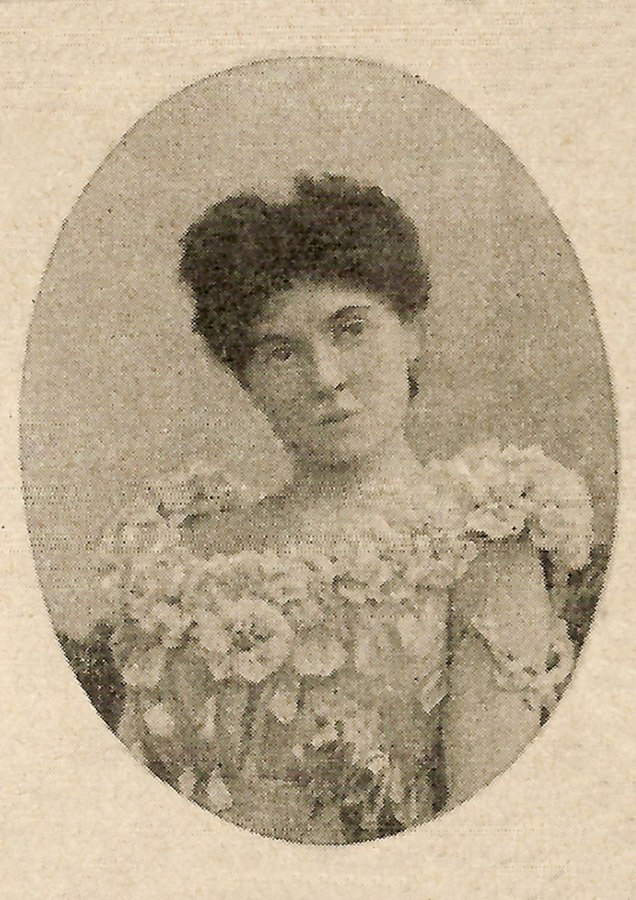
Annie Neumann-Hofer

Annie (Cecilia) Neumann-Hofer (geb. Bock), als Autorin: Annie Bock, (* 20. März 1867 in New York City; † nach 1944) war eine deutschsprachige Schriftstellerin, Übersetzerin und Konzertpianistin US-amerikanischer Herkunft.

## Leben
Über das Leben von Annie Neumann-Hofer ist nur Spärliches bekannt. Ihr Name fehlt in nahezu allen Literaturgeschichten, biographischen Werken und Autorenlexika, auch denjenigen, die sich auf Autorinnen spezialisieren. Auch von wissenschaftlicher Seite wird sie nur selten erwähnt, obwohl sie zwischen den frühen 1890er Jahren und der Mitte der 1930er Jahre ein umfangreiches und meist aus dickleibigen Romanen bestehendes Erzählwerk geschaffen hat. Neben diesem Romanwerk sind auch einige Novellen, Dramen, Komödien, Humoresken sowie Sachtexte zu verzeichnen. Theaterstücke wie Kollegen! (1895) wurden nicht nur in Berlin, sondern auch im Ausland aufgeführt. Darüber hinaus war Neumann-Hofer als Übersetzerin beispielsweise von George Moores Esther Waters (dt. Arbeite und bete, Berlin 1904) und Henry Batailles Résurrection (1902; dt. Auferstehung, Berlin 1903; nach Tolstois Roman Воскресение / Auferstehung) tätig. Nachgewiesen ist auch eine Publikation in hebräischer Sprache.
Wird sie in Kürschners Deutscher Literatur-Kalender von 1924 noch mit einer Berliner Adresse geführt, so heißt es in der Ausgabe von 1934 unter Verweis auf einen möglichen Aufenthalt in ihrer Herkunftsstadt New York, ihre Adresse sei unbekannt. Aus den Akten der Schillerstiftung (Briefwechsel mit Annie Neumann-Hofer) geht hervor, dass sie weiterhin in Berlin lebte und 1942 nach Baden-Baden zog. Der letzte Brief, adressiert an den Reichsminister Goebbels, trägt das Datum vom 26. Januar 1944 und bezieht sich auf den Verlust des Manuskripts "Das Geheimnis des wilden Hans" durch einen Fliegerbomben-Angriff im Dezember 1943 auf das Verlagshaus Werner-Dietsch in Leipzig.
Bekannt ist, dass sie 1879 nach Deutschland kam, sich hier bei Siegmund Lebert in Stuttgart als Konzertpianistin ausbilden ließ und in den folgenden Jahren in allen großen Städten Deutschlands, dazu in Paris und in London, Konzerte gab. Von 1882 bis ins Jahr 1885 hinein lebte sie wieder in Amerika und unternahm auch dort mehrere Konzertreisen. Sie kehrte dann nach Deutschland zurück, um hier ihre Ausbildung (bei Amalie Joachim) und ihre Karriere fortzusetzen, entdeckte einige Jahre später aber bei einem einjährigen Aufenthalt in der Schweiz 1888/89 ihre Passion für die Schriftstellerei, der sie sich nun "mit ganzer Seele und Eifer hingab". Neumann-Hofer nahm ihren ständigen Wohnsitz in Berlin und begann Beiträge über ihre Reisen und ihr Leben als Virtuosin für das Feuilleton des Berliner Tageblatts zu schreiben. Im Jahr 1891 wurde sie die Ehefrau des Schriftstellers und Theaterdirektors Gilbert Otto Neumann-Hofer (1857–1941).
Im Jahr 1917 war die im Politischen wilhelminisch-imperialistisch und nationalistisch und im Gesellschaftlichen konservativ bis reaktionär (bspw. Emanzipation) gesinnte Annie Neumann-Hofer offensichtlich als Mitglied eines von höchster staatlicher Seite geförderten Bundes der Wahrheit (League of Truth), der insbesondere unter Deutsch-Amerikanern Kriegspropaganda gegen die USA betrieb, in eine diplomatische Affäre verwickelt. Etliche amerikanische Zeitungen berichteten ausführlich davon unter namentlicher Nennung Neumann-Hofers.

## Werke
- Selam. Ein Novellenstrauß. Dresden 1890.
- Tarantella. Roman. 2 Bde., Berlin 1894.
- Simson und Delila. Roman. 2 Bde., Stuttgart 1894.
- Marie-Antoinette. Ein historisches Schauspiel in 5 Akten. Berlin 1894.
- Der Auserwählte. Roman, Berlin 1895.
- Kollegen! Komödie, Berlin 1895.
- Führe uns in Versuchung! Roman, Berlin 1896.
- Dora Peters. Zwei, die sich lieb hatten. Roman, Berlin 1896.
- Ellen. Novelle, Leipzig 1897.
- Einsamkeit. Roman (Fortsetzung von Dora Peters), Berlin 1897.
- Eine fatale Geschichte. Berlin 1897.
- Die Familie Rizzoni. Roman, Berlin 1898.
- Die Tote. Erzählung, Berlin 1898.
- Robert. Humoreske, Berlin 1898.
- Der Zug nach dem Osten. Roman, Berlin 1898.
- מתה ספורה / ha-Metah: sipur (in Hebräischer Sprache). Varsha 1899.
- Gräfin Sophie. Roman, Berlin 1900.
- Tote Liebe. Roman 1901.
- Dora Peters. Schauspiel 1902.
- Das Wunderkind. Komödie 1903.
- Übermenschen. Roman (Ein Nietzsche-Roman) 1903.
- Welke Blätter und anderes. Erzählungen 1911.
- Ein kleiner Don Juan und anderes. Erzählungen 1911.
- Wotans Abschied. Komödie 1911
- Die Montresore. Drama (nach Edgar Allan Poe) 1911.
- Der allmächtige Dollar. Roman, Wiesbaden 1911.
- Spießgesellen. Drama 1911.
- Die Schlangentänzerin. Schauspiel, Berlin 1911.
- Woman suffrage: address opposing an amendment to the Constitution of the United States extending the right suffrage to woman: written for presentation to the Committee on Woman Suffrage. Senate Document (United States, Congress, Senate), 63rd Congress, 1st session, no. 160. 1913.
- Die Montresore. Große Oper in 2 Akten (zus. mit Willy Redl). Wien, Leipzig 1914.
- Der Petroleumkönig. Roman aus Galizien. Detmold 1914.
- Neuzeitliche Körperschulung für Frauen und Mädchen. Ein Führer zur Gesundheit und Schönheit (zus. mit Karl Eisenbach). München 1927.
- Isibunu, das Gift der Malain. 1935
- Die chinesische Hochzeitstruhe. 1935.